# Mátraszentimre
Mátraszentimre là một thị trấn thuộc hạt Heves, Hungary. Thị trấn này có diện tích 21,29 km², dân số năm 2010 là 490 người, mật độ 23 người/km².